# راشد الحجيلان
راشد سيف راشد الحجيلان، من مواليد 1936، نائب سابق في مجلس الأمة الكويتي.
شارك في انتخابات مجلس الأمة الكويتي 1967 في الدائرة العاشرة، وحصل على المركز الأول برصيد 784 صوت وفاز بالانتخابات ، وشارك في انتخابات مجلس الأمة الكويتي 1971 في الدائرة العاشرة، وحصل على المركز الثامن برصيد 769 صوت وخسر الانتخابات ، وشارك في انتخابات مجلس الأمة الكويتي 1975 في الدائرة العاشرة، وحصل على المركز العاشر برصيد 1072 صوت وخسر الانتخابات ، وشارك في انتخابات مجلس الأمة الكويتي 1981 في الدائرة الرابعة والعشرون، وحصل على المركز الثاني برصيد 401 صوت وفاز بالانتخابات ، وشارك في انتخابات مجلس الأمة الكويتي 1985 في الدائرة الرابعة والعشرون، وحصل على المركز الثاني برصيد 920 صوت وفاز بالانتخابات ، وشارك في انتخابات مجلس الأمة الكويتي 1996 في الدائرة الرابعة والعشرون، وحصل على المركز الثالث برصيد 1617 صوت وخسر الانتخابات ، وشارك في انتخابات مجلس الأمة الكويتي 1999 في الدائرة الرابعة والعشرون، وحصل على المركز الأول برصيد 2071 صوت وفاز بالانتخابات.